# Литија Спрингс (Џорџија)
Литија Спрингс (енгл. Lithia Springs) насељено је место без административног статуса у америчкој савезној држави Џорџија.

## Демографија
По попису из 2010. године број становника је 15.491, што је 13.419 (647,6%) становника више него 2000. године.
| Група             | 2000.         | 2010.         |
| Белци             | 1.800 (86,9%) | 6.063 (39,1%) |
| Афроамериканци    | 199 (9,6%)    | 6.218 (40,1%) |
| Азијати           | 6 (0,3%)      | 221 (1,4%)    |
| Хиспаноамериканци | 32 (1,5%)     | 2.724 (17,6%) |
| Укупно            | 2.072         | 15.491        |